# UOB Plaza Two
L’UOB Plaza Two est un gratte-ciel de bureaux de 162 mètres de hauteur construit à Singapour. 
L'immeuble a été construit en deux étapes ;
- Les 30 premiers étages en 1974
- Les 8 derniers étages en 1993 lors d'une rénovation-extension avec la réalisation de structures architecturale d'inspiration post-moderne assortis avec l'UOB Plaza One voisin.
Il a été conçu par l'agence d'architecture Architects Team 3 et l'agence japonaise Tange Associates du japonais Kenzo Tange.